# Gillstad
Gillstad is een plaats in de gemeente Lidköping in het landschap Västergötland en de provincie Västra Götalands län in Zweden. De plaats heeft 194 inwoners (2005) en een oppervlakte van 21 hectare. Gillstad wordt omringd door zowel landbouwgrond als bos. In Gillstad staat de kerk Gillstads kyrka, de oudste delen van deze kerk stammen uit de 12de eeuw, maar het grootste deel van het huidige uiterlijk van de kerk stamt uit de 18de eeuw. De stad Lidköping ligt ongeveer vijftien kilometer ten noordoosten van het dorp.

## Verkeer en vervoer
Bij de plaats loopt de Riksväg 44.